# Angelo Michele Cavazzoni
Pour les articles homonymes, voir Cavazzoni.
Angelo Michele Cavazzoni, ou Cavazzone, né en 1672 à Bologne et mort le 9 mars 1743 dans la même ville, est un peintre et graveur baroque italien.

## Biographie
Angelo Michele Cavazzoni naît à Bologne en 1672 et est le fils d'Angelo Cavazzoni. Cavazzoni devient élève de Giovanni Gioseffo Santi et étudie les œuvres des Carracci à San Michele in Bosco et au Palazzo Fava (en). Il est principalement un peintre copiste, qu'on peut attester par les reproductions de peintures de Guido Reni (la Turbantina), Giovanni Gioseffo dal Sole (l'Enlèvement des Sabines), Guido Cagnacci (Maddalena di casa Angelelli), mais plus particulièrement les Carracci, dont leurs fresques au palazzo Magnani. 
Cavazzoni a aussi réalisé plusieurs œuvres de sa propre main, comme le démontre une série de cent vues, des dessins anatomiques pour Antonio Maria Valsalva réalisés en 1704 ou pour Jean-Baptiste Morgagni. Il peint aussi un Servio Tullio dormiente e Amore pour la casa Zambeccari et une liste de peintures de la casa Bianchetti pour les collections impériales à Vienne, qu'il dresse en 1740.
Il devient une figure importante à l'Accademia Clementina et y est administrateur en 1710, directeur, en 1718, 1720 à 1722, 1725 et 1727, vice-prince, en 1726, prince en 1730, et juge du concours de peinture avec Giampietro Zanotti,. Un de ses élèves est Bernardo Minozzi. Cavazzoni meurt à Bologne le 9 mars 1743.

## Œuvres

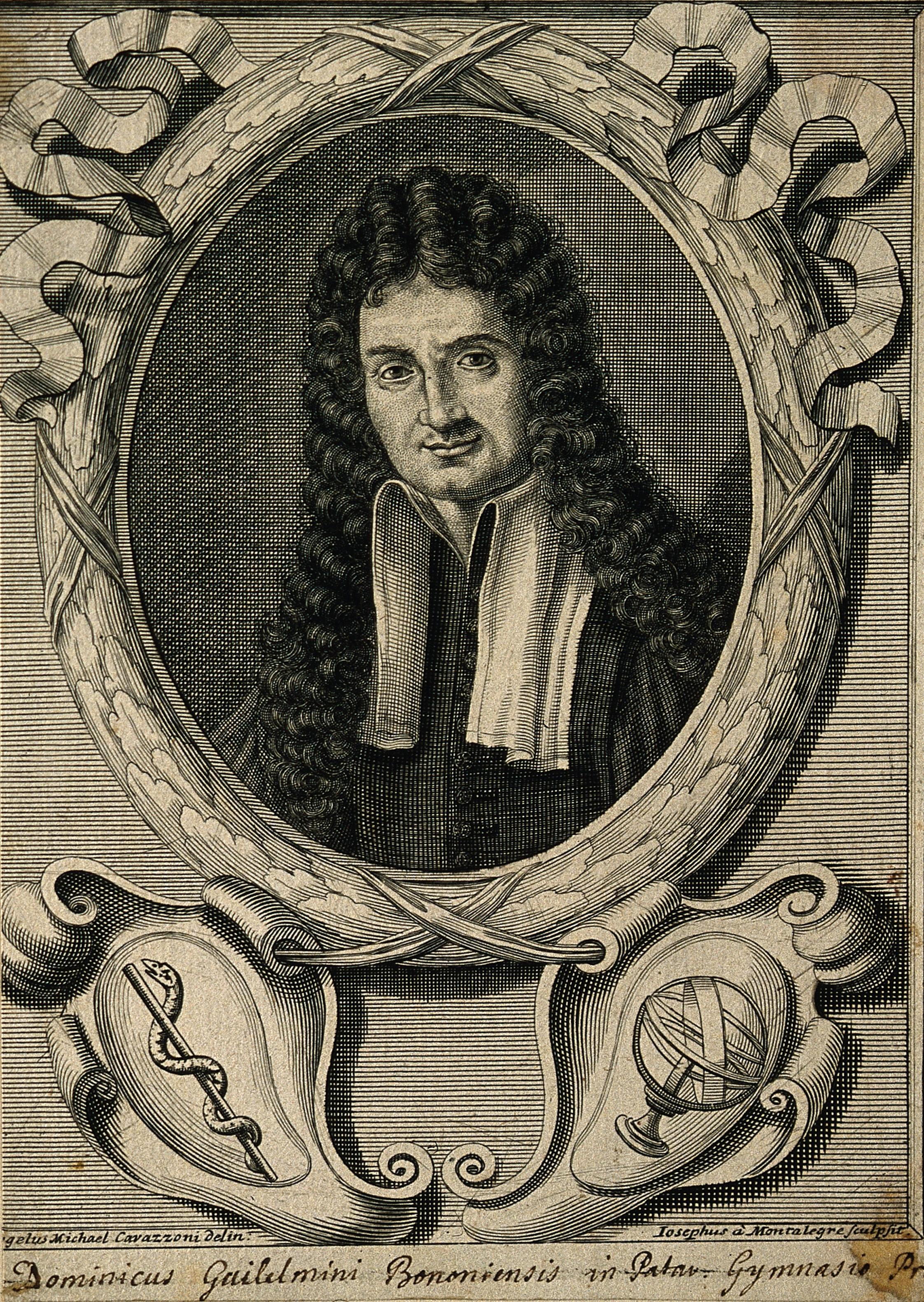
Portrait de Domenico Guglielmini,, d'après Angelo Michele Cavazzoni.

Cavazzoni a réalisé plusieurs gravures, dont La Châsse avec les Reliques de Saint Dominique, exposé à Bologne, en plus d'une série de cent vues (dont certaines de Bologne) pour le seigneur Bargelini. Il grave aussi l'Enlèvement des Sabines, d'après une peinture de Giovanni Gioseffo dal Sole. Aucune de ses œuvres ne subsistent de nos jours.
Le peintre Joseph de Montalegre (d) a gravé un portrait en médaillon de Domenico Guglielmini d'après une gravure de Cavazzoni. On retrouve aussi son portrait dans les actes de l'Accademia Clementina par Giuseppe Maria Crespi.